# فيرنا جانديروبا
فيرنا جانديروبا (بالبرتغالية: Virna Jandiroba؛ مواليد 30 مايو 1988) هي مُقاتلة فنون قتالية مختلطة برازيلية.

## وصلات خارجية
- فيرنا جانديروبا على موقع يو إف سي (الإنجليزية)
- فيرنا جانديروبا على موقع شيردوغ (الإنجليزية)
- فيرنا جانديروبا على موقع Tapology.com (الإنجليزية)
- فيرنا جانديروبا على موقع IMDb (الإنجليزية)